# Arminoidea
Arminoidea Iredale & O'Donoghue, 1923 è una superfamiglia di molluschi nudibranchi del sottordine Cladobranchia.

## Tassonomia
Comprende due famiglie:
- Arminidae Iredale & O'Donoghue, 1923 (1841)
- Doridomorphidae Er. Marcus & Ev. Marcus, 1960 (1908)